# Гвідо Пісарро
Гвідо Пісарро (ісп. Guido Pizarro, нар. 26 лютого 1990, Буенос-Айрес) — аргентинський футболіст, півзахисник клубу «УАНЛ Тигрес».
Виступав, зокрема, за клуби «Ланус» та «Севілья», а також національну збірну Аргентини.

## Клубна кар'єра
Народився 26 лютого 1990 року в місті Буенос-Айрес. Вихованець футбольної школи клубу «Ланус». 1 листопада 2009 року в матчі проти «Рівер Плейт» він дебютував у аргентинській Прімері. 20 квітня 2010 року в поєдинку проти «Колона» Гвідо забив свій перший гол. 29 січня 2012 року італійська «Фіорентина» зробила пропозицію «Ланусу» про купівлю Пісарро, але переговори зірвалися через проблеми з документами. Інтерес до півзахисника також проявляли київське «Динамо» та туринський «Ювентус». У 2012 році півзахисник зіграв свій 100-ий матч за «Ланус». Загалом провів у рідній команді чотири сезони, взявши участь у 122 матчах чемпіонату. Більшість часу, проведеного у складі «Лануса», був основним гравцем команди.
Влітку 2013 року Пісарро перейшов у мексиканський «УАНЛ Тигрес». 1 серпня в матчі проти «Монаркас Морелія» він дебютував у Лізі МХ. 25 листопада в поєдинку проти «Америки» Гвідо забив свій перший гол за «тигрів». У 2015 році Пісарро став чемпіоном Мексики і допоміг клубу вийти у фінал Кубка Лібертадорес. У сезоні 2015/16 Гвідо розглядався як один з кандидатів на звання кращого гравця чемпіонату Мексики, а також був включений в символічну збірну Апертури 2015. У 2016 році Пісарро вдруге став чемпіоном Мексики дійшов з командою до фіналу Ліги чемпіонів КОНКАКАФ. Того ж року виграв з командою і Суперкубок Мексики, незважаючи на те, що отримав червону картку в тому матчі.
10 липня 2017 року Пісарро успішно пройшов медичне обстеження і підписав чотирирічний контракт з іспанською «Севільєю», яка заплатила за гравця 6 млн євро. У матчі проти «Еспаньйола» він дебютував у Ла Лізі. Станом на 2 січня 2018 року відіграв за клуб з Севільї 13 матчів в національному чемпіонаті.

## Виступи за збірну
У 2007 рік Пісарро у складі юнацької збірної Аргентини U-17 поїхав на Юнацький чемпіонат Південної Америки, де він був, однак, головним чином запасним гравцем і зіграв чотири з дев'яти можливих зустрічей (тільки одна з яких в стартовому складі), не забивши жодного голу. Його команда зайняла третє місце на еквадорських полях. У тому ж році він виступав за олімпійську збірну Аргентини на Панамериканських іграх.
У 2016 році Пісарро був названий в попередній заявці національної збірної Аргентини для Кубок Америки, але не був включений до фінальної команди. Він знову був викликаний у листопаді на матчі проти Бразилії та Колумбії, але на поле не виходив.
28 березня 2017 року дебютував в офіційних матчах у складі національної збірної Аргентини в грі відбору на чемпіонат світу 2018 року проти Болівії, в якому аргентинці несподівано поступились 0:2.
| Дата      | Місто        | Господарі | Результат | Гості     | Турнір            | Голи | Примітки |
| --------- | ------------ | --------- | --------- | --------- | ----------------- | ---- | -------- |
| 28-3-2017 | Ла-Пас       | Болівія   | 2 – 0     | Аргентина | Відбір до ЧС 2018 | -    |          |
| 31-8-2017 | Монтевідео   | Уругвай   | 0 – 0     | Аргентина | Відбір до ЧС 2018 | -    |          |
| 5-9-2017  | Буенос-Айрес | Аргентина | 1 – 1     | Венесуела | Відбір до ЧС 2018 | -    |          |
| Усього    |              | Матчів    | 3         |           | Голів             | 0    |          |

## Титули і досягнення
- Чемпіон Мексики (2):

«УАНЛ Тигрес»: Апертура 2015, Апертура 2016
- Володар Кубка Мексики (1):

«УАНЛ Тигрес»: Клаусура 2014
- Володар Суперкубка Мексики (1):

«УАНЛ Тигрес»: 2016
- Бронзовий призер Кубка Америки: 2019

## Особисте життя
Прадід Гвідо по материнській лінії родом з італійської Катанії, тому у Пісарро подвійне громадянство. У 2015 році він отримав також мексиканське громадянство.